# プレイベン州
プレイベン州（プレイベンしゅう）はカンボジアの州である。州都はプレイベン。

## 地勢
陸域面積合計は約4,883 km2であり、これは、カンボジアの陸域面積合計（181,035 km2）の2.70%に当たる。そのうち445.18 km2（9.12%）に人が居住し、3,100 km2（63.49%）が農耕地であり、194.61 km2（3.99%）が森林であり、1,082.86 km2（22.18%）が公共用地、インフラストラクチャー及び内水面であり、残りの60.35 km2（1.24%）が無利用地域である。

## 歴史
扶南国及び真臘の王都バーヴァプラ（英: Vyadhapura、英: Bhavapura）は、東南アジア一帯に強勢を誇っていた。

## 人口
全人口は1,025,331人であり、これはカンボジアの全人口13,413,892人の7.64%に当たり（2001年、州政府のデータによる）、人口増加率は2.40%であった。そのうち男性は483,759人（47.18%）で、女性は541,572人（52.82%）であった。農業関係者が825,818人（80.54%）、漁業関係者が140,685人（13.72%）、商業関係者が44,561人（4.35%）、14,267人（1.39%）が公務員であった。
平均の人口密度は209.98人／km2である。

## 郡
プレイベン州は12郡に分かれる。
- 1401 Ba Phnum (បាភ្នំ) 郡
- 1402 Kamchay Mear (កំចាយមារ) 郡
- 1403 Kampong Trabaek (កំពង់ត្របែក) 郡
- 1404 Kanhchriech (កញ្ច្រៀច) 郡
- 1405 Me Sang (មេសាង) 郡
- 1406 Peam Chor (ពាមជរ) 郡
- 1407 Peam Ro (ពាមរ) 郡
- 1408 Pea Reang (ពារាំង) 郡
- 1409 Preah Sdach (ព្រះស្ដេច) 郡
- 1410 Prey Veaeng (ព្រៃវែង) 郡
- 1411 Kampong Leav (កំពង់លាវ) 郡
- 1412 Sithor Kandal (ស៊ីធរកណ្ដាល) 郡